# Phellinus carteri
Phellinus carteri är en svampart som först beskrevs av Berk. ex Cooke, och fick sitt nu gällande namn av Leif Ryvarden 1972. Phellinus carteri ingår i släktet Phellinus och familjen Hymenochaetaceae.   Inga underarter finns listade i Catalogue of Life.